# Querceta
Querceta è una frazione del comune di Seravezza (LU), nel cuore della Versilia, di circa 7 760 abitanti.

## Storia
In epoca romana passava in questo territorio uno degli assi della Centuriazione della Versilia realizzata dopo la deportazione degli Apuani dal territorio (180 a.C.) e l'arrivo dei coloni romani (177 a.C.). È probabile che durante questo periodo sorgesse nei pressi il centro abitato di Brancagliano o Brancagliana, distrutto una prima volta nel 1170 dai Lucchesi e definitivamente nel XIII secolo. Il borgo era situato sulla Via Francigena, a poca distanza dal fiume Versilia, forse nell'attuale località di Ponterosso, dove si trova una chiesa dedicata a San Bartolomeo.
Nel XIV secolo la zona di Querceta era coperta da boschi di querce, con terreni adibiti a pascolo o alla coltivazione di segale, miglio, fave e gelsi: mancavano gli odierni oliveti e pochi erano i campi di grano.
Vi era una sola via principale, chiamata "Maestra" e ricalcante l'antico asse viario risalente alla centuriazione romana; soltanto ai tempi di Michelangelo Buonarroti fu aperta anche la "via de' Marmi", che andava da Seravezza al mare.
Alla fine dei XVI secolo formava un piccolo comune assieme ai paesi di Strettoia e Campiglione (comune di Pietrasanta).
Nel 1644 fu rinvenuta a Querceta un'immagine della Madonna Lauretana che, secondo la tradizione, sarebbe stata portata da un pellegrino francese di ritorno dal santuario della Santa Casa di Loreto (AN): questi l'avrebbe lasciata, "spinto da impulso divino", appesa su un muro o su una quercia, nella località detta "alla Croce", presso la proprietà di un certo Giulio Braccelli di Seravezza, situata presso la strada di Querceta detta "alle Mordure". Dopo il ritrovamento fallì il tentativo di trasportare l'immagine a Seravezza a causa di una tempesta, che si ritenne miracolosa. I "Nove Consiglieri" fiorentini decisero l'erezione di una chiesa, dedicata a Santa Maria Lauretana, la cui prima pietra fu posta il 15 aprile 1645. I lavori furono completati dopo quindici anni, grazie alle offerte dei pellegrini. Dopo una disputa tra Pietrasanta e Seravezza, Querceta venne affidata alla giurisdizione di quest'ultima nel 1672.
Nel XVII secolo la località si sviluppò e si impiantarono le coltivazioni degli olivi. L'immagine della Vergine, intanto, aveva acquisito fama di realizzare miracoli e un secondo tentativo di trasportarla in una casa di Seravezza avrebbe provocato nuovamente un nubifragio, che, tuttavia, pare non danneggiò né l'icona né spense i lumini posti davanti a essa. Durante la seconda guerra mondiale Querceta subì alcuni bombardamenti, a causa della linea ferroviaria che attraversa l'abitato e della locale fermata. La Propositura di Santa Maria Lauretana fu minata e abbattuta dalle truppe tedesche. Crollò la navata centrale e parte della copertura di quelle laterali, la cupola fu devastata, ne rimase parte del tamburo. Fu ricostruita nei primi anni cinquanta assieme al campanile, quasi identici a quelli precedenti.

## Clima
Si riportano le medie della vicina stazione meteo di Ponte Tavole, appartenente al Sir Toscana.
| Ponte Tavole       | Gen  | Feb  | Mar  | Apr  | Mag  | Giu  | Lug  | Ago  | Set  | Ott  | Nov  | Dic  |
| ------------------ | ---- | ---- | ---- | ---- | ---- | ---- | ---- | ---- | ---- | ---- | ---- | ---- |
| T. max. media (°C) | 11,1 | 11,9 | 14,3 | 17,2 | 20,8 | 24,1 | 27,0 | 27,4 | 24,0 | 20,0 | 15,8 | 11,9 |
| T. min. media (°C) | 4,6  | 5,1  | 7,4  | 9,9  | 13,2 | 16,1 | 18,7 | 18,9 | 15,9 | 12,3 | 8,4  | 5,3  |

## Società

### Tradizioni e folclore
Sul campo sportivo comunale del Buon Riposo, in località Pozzi, la prima domenica di maggio di ogni anno si svolge il Palio dei Micci.

## Infrastrutture e trasporti

### Strade
Querceta sorge sulla strada statale 1 Aurelia, a ridosso delle Alpi Apuane, in un'estensione del territorio comunale seravezzino che si protende verso il Mar Tirreno, pur non raggiungendo la costa. Contiguo all'abitato di Forte dei Marmi, dista circa 2 km da Pietrasanta e 4 da Seravezza.

### Ferrovie
La stazione ferroviaria "Forte dei Marmi-Seravezza-Querceta", sulla linea Genova-Pisa, si trova al centro di Querceta. L'impianto è servito dalle relazioni regionali Trenitalia svolte nell'ambito dei contratti di servizio stipulati con la Regione Toscana, denominate anche "Memorario".
Durante gli anni della prima guerra mondiale fu costruito un raccordo che univa la stazione di Querceta agli stabilimenti della SIPE in funzione a Vittoria Apuana, frazione del comune di Forte dei Marmi. Ogni giorno lasciavano Querceta due treni carichi di esplosivi. Il tronco collaterale fu eliminato negli anni del dopoguerra, sia perché gli stabilimenti furono interessati da una grossa esplosione accidentale (maggio 1916), sia perché Forte dei Marmi stava divenendo rapidamente un'importante località turistica.

### Mobilità urbana
Il trasporto pubblico locale è garantito dalle autocorse gestite dalla società CTT Nord.
Fra il 1916 e il 1951 era in servizio una rete di tranvie a vapore a scartamento ridotto (tranvie della Versilia) che collegava Querceta con Forte dei Marmi, Pietrasanta, Pontestazzemese e Arni (località Culaccio): i binari seguivano il percorso dell'attuale strada provinciale 9.